# Mohammed Waad
Mohammed Waad Abdulwahab Jadoua Al Bayati (en árabe: محمد وعد عبد الوهاب جدوع البياتي‎; Irak; 18 de septiembre de 1999) es un futbolista catarí nacido en Irak. Juega de centrocampista y su equipo actual es el Al-Sadd de la Liga de fútbol de Catar.

## Trayectoria
En la temporada 2018-19, Waad fue enviado a préstamo al Cultural Leonesa, donde disputó un encuentro en la Segunda División B.

## Selección nacional
Integró la selección catarí que venció en la final a Jordania por 3 a 1 de la Copa Asiática 2023 que se jugó entre enero y febrero de 2024.

#### Participaciones en Copas del Mundo
| Mundial           | Sede  | Resultado      | Partidos | Goles |
| ----------------- | ----- | -------------- | -------- | ----- |
| Copa Mundial 2022 | Catar | Fase de grupos | 2        | 0     |

### Participaciones como juvenil
| Copa                             | Sede      | Resultado      |
| -------------------------------- | --------- | -------------- |
| Campeonato sub-19 de la AFC 2018 | Indonesia | Cuarto lugar   |
| Copa Mundial Sub-20 de 2019      | Polonia   | Fase de grupos |
| Campeonato Sub-23 de la AFC 2020 | Tailandia | Fase de grupos |

### Participaciones en copas continentales
| Copa                            | Sede           | Resultado    |
| ------------------------------- | -------------- | ------------ |
| Copa Árabe de la FIFA 2021      | Catar          | Tercer lugar |
| Copa de Oro de la Concacaf 2021 | Estados Unidos | Semifinales  |

## Clubes
| Club                        | País   | Año           |
| --------------------------- | ------ | ------------- |
| Al-Sadd                     | Catar  | 2016-presente |
| Cultural Leonesa (préstamo) | España | 2018          |
| Al Ahli (préstamo)          | Catar  | 2019          |
| Al-Wakrah (préstamo)        | Catar  | 2019-2020     |

## Palmarés

### Títulos nacionales
| Título                              | Club    | País  | Año     |
| ----------------------------------- | ------- | ----- | ------- |
| Liga de fútbol de Catar             | Al-Sadd | Catar | 2020-21 |
| Liga de fútbol de Catar             | Al-Sadd | Catar | 2021-22 |
| Copa de las Estrellas de Catar      | Al-Sadd | Catar | 2019-20 |
| Copa del Emir de Catar              | Al-Sadd | Catar | 2021    |
| Copa del Emir de Catar              | Al-Sadd | Catar | 2020    |
| Copa del Emir de Catar              | Al-Sadd | Catar | 2017    |
| Copa Príncipe de la Corona de Catar | Al-Sadd | Catar | 2021    |
| Copa Príncipe de la Corona de Catar | Al-Sadd | Catar | 2020    |
| Copa Príncipe de la Corona de Catar | Al-Sadd | Catar | 2017    |

### Títulos internacionales
| Título        | Equipo             | País  | Año  |
| ------------- | ------------------ | ----- | ---- |
| Copa Asiática | Selección de Catar | Catar | 2024 |